# Fango

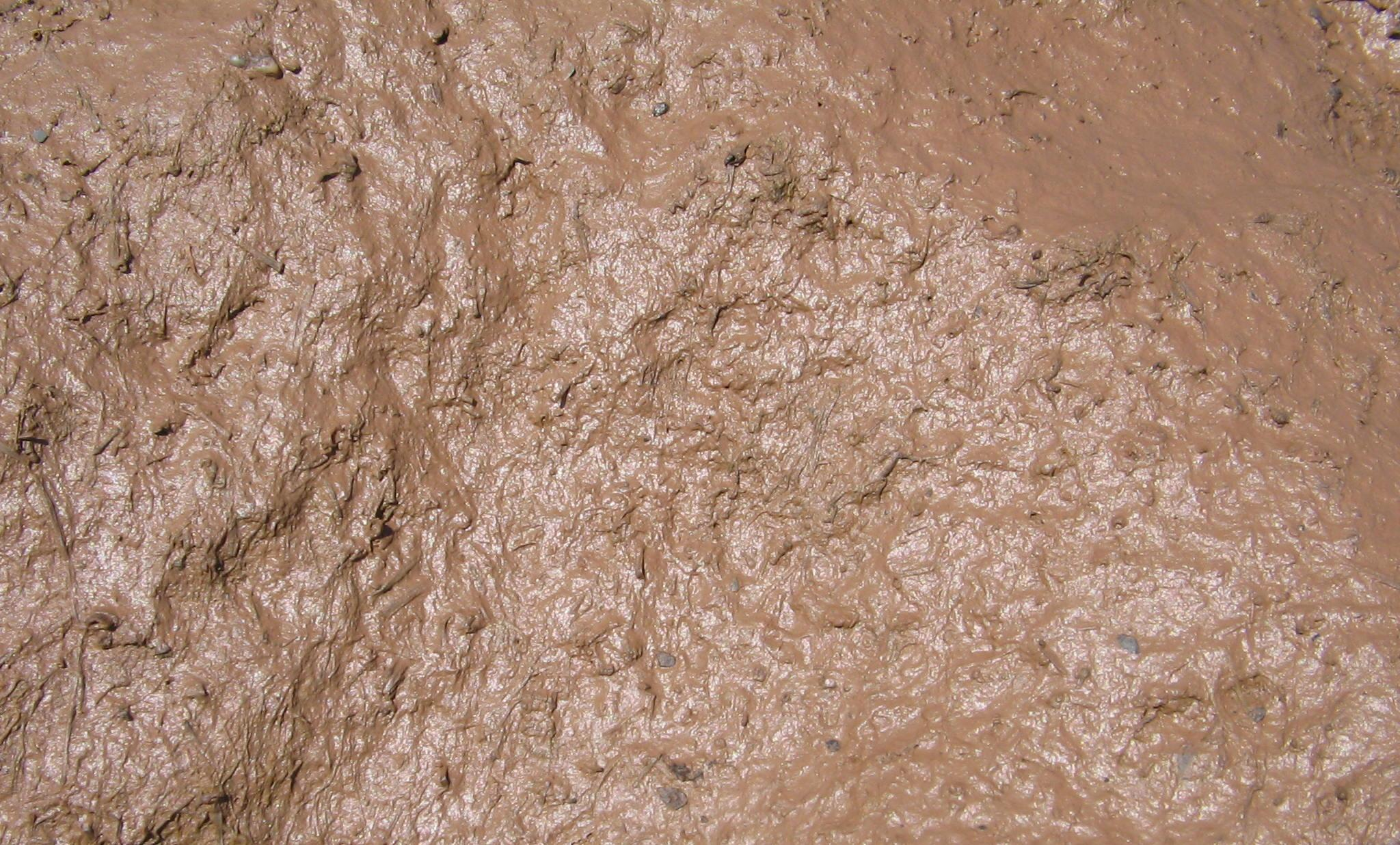
Fango di argilla marrone

Per fango si intende comunemente una miscela composta da materiale solido finemente disperso e da una quantità relativamente piccola di liquido, derivata principalmente, ma non necessariamente, da sedimentazione; può essere definito anche particolato in sospensione.

## Significati

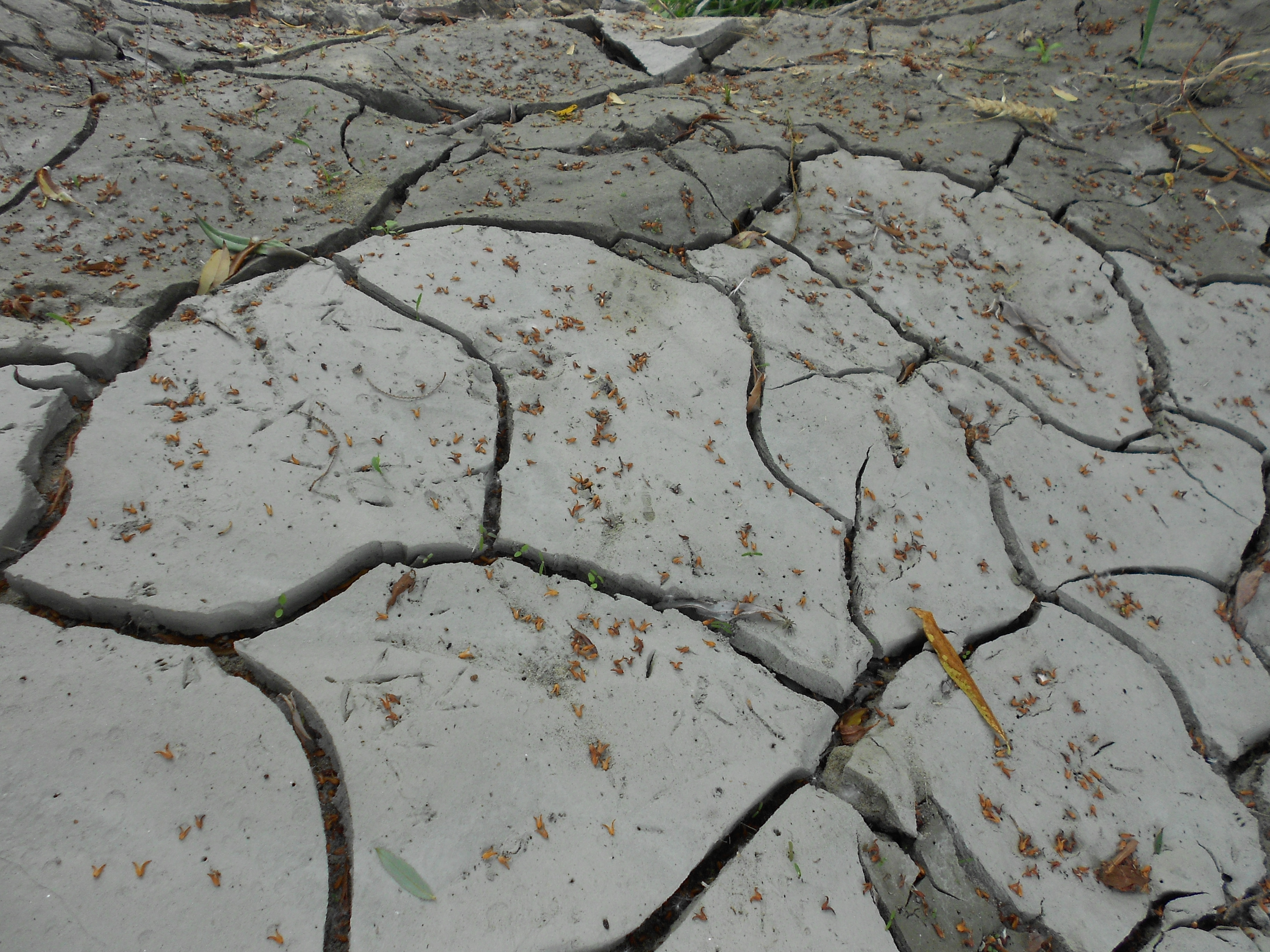
Fango in via di essiccamento

- In generale un fango deriva da una sospensione di particelle di una sostanza  solida (organica o inorganica) finemente disperse in un liquido. Se un tale miscuglio rimane a riposo per qualche tempo, le sostanze in sospensione si depositano sul fondo, nel caso in cui abbiano una densità più elevata del liquido circostante. Il sedimento risultante si definisce fango. Le particelle solide qui non sono più in sospensione, bensì fittamente compattate e separate l'una dall'altra solo da una sottile pellicola liquida.
- In senso stretto nella petrografia dei sedimenti il fango è un sedimento a grana fine, costituito da un miscuglio di acqua e silt e/o argilla (pelite). Il limo è un fango con un'alta quota di miscele organiche. L'esempio più noto attualmente è la piana di fango nel Mare del Nord con i suoi terreni di fango e di limo. Se il miscuglio infine si solidifica in una roccia sotto simultanea disidratazione per effetto della diagenesi, il risultato è un'argillite fissile. In senso lato nelle scienze della Terra vengono definiti fanghi tutti i miscugli a grana fine, anche quelli non clastici, ad esempio sedimentazioni biogene come il fango dei radiolari o la sapropelite. In una solfatara (non a caso in alcune lingue chiamata anche "pentola di fango"[1]) "gorgoglia" un miscuglio di vapore acqueo surriscaldato e di materiale vulcanico a grana fine.

## Etimologia, uso nella lingua corrente e sinonimi
- La parola fango viene fatta risalire al gotico fani "fango, melma, palude", di origine indoeuropea.
- In senso generale, la parola indica una poltiglia più o meno consistente di polvere o terra, impastata di acqua.
- In senso figurato, il termine si usa per definire uno stato di abiezione morale o disonore (ad esempio nelle espressioni: cadere nel fango o coprire di fango).
- Più recente è la diffusione della locuzione macchina del fango, ad indicare l'attività coordinata di un gruppo di pressione e volta - soprattutto per via mediatica - a disonorare e delegittimare una persona (giudicata quale "avversario" del gruppo e perciò da intimidire e da punire) tramite la diffusione di notizie, variamente manipolate o anche false, riguardanti specialmente la sua vita privata, onde esercitare un'indiretta ma forte pressione sulle sue attività pubbliche e sulla sua libertà.
- Infine, vi è il significato più strettamente geologico, che è quello analizzato in questa voce: un sedimento plastico, costituito da una miscela di acqua e particelle sottilissime, di origine organica o inorganica.
- In quest'ultima accezione, la parola è spesso usata al plurale, per indicare specifiche tipologie di materiali: in particolare, sono da ricordare i fanghi termali (o semplicemente fanghi), di natura vulcanica, utilizzati a scopo curativo nella fangoterapia; i fanghi di depurazione, residuo della depurazione dei liquami urbani, agricoli o industriali, caratterizzati dalla presenza di sostanze inquinanti.
- La parola fango ha vari sinonimi. Tralasciando i significati figurati, sono da ricordare: mota, melma, limo, fanghiglia.